# Steve Winwood
Stephen Lawrence "Steve" Winwood, född 12 maj 1948 i Birmingham, är en brittisk sångare, gitarrist och hammondorganist.

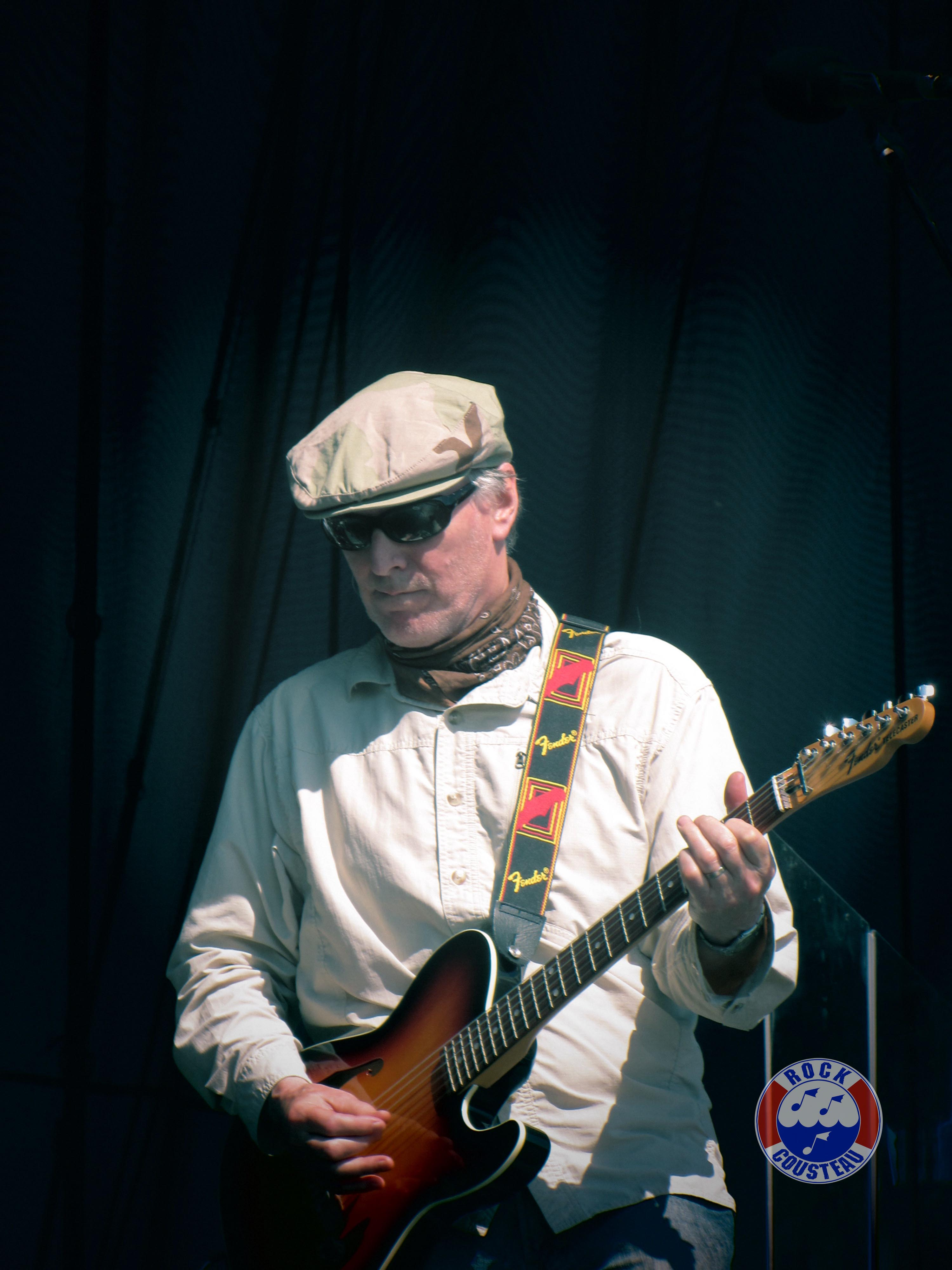
Winwood på Hangout Music Festival 2012.

## Biografi
Winwood intresserade sig tidigt för musik, i början främst jazz och dixieland. Detta gjorde att han började spela diverse instrument som trummor, gitarr och piano. Han var redan som åttaåring med i ett så kallat familjeband.
I början av 1960-talet gick han med i sin äldre bror Muff Winwoods band, The Muff Woody Jazz Band. 1963 tillkom gitarristen Spencer Davis och man bytte namn till The Spencer Davis Group. Spencer Davis Group spelade så kallad "blåögd soul". Winwood ansågs som ett underbarn då han trots sin unga ålder både var en respekterad hammondorganist, samt att han hade en sångröst i klar paritet med de stora soulsångarna. Efter hits som "Keep on Running" och "Gimme Some Lovin'" lämnade Winwood gruppen 1967 för att starta det mer psykedeliska bandet Traffic. 
År 1969 upplöstes Traffic och Winwood gick ihop med sin gamla bekantskap Eric Clapton som precis hade lagt ner Cream. De bildade, med Ginger Baker (Creams trummis) och Rick Grech (basgitarr), bandet Blind Faith. Gruppen fick en stor hit i "Can't Find My Way Home" men blev dock mycket kortlivad och upplöstes i november samma år. Traffic blev en grupp igen 1970 och Winwood stannade kvar där till 1976, då den upplöstes för gott. 
1977 spelade han in sitt första egna soloalbum. 1986 släpptes Back In The Highlife som blev Winwoods stora genombrott som soloartist med hitsinglarna "Higher Love" och "Wake Me Up On Judgement Day" (1986). Han befäste sin popularitet med albumen Roll With It (1988) och Refugees Of The Heart (1990) som båda blev storsäljare. 
1994 återförenade Winwood och Jim Capaldi Traffic och släppte albumet Far From Home (1994). Winwood själv släppte albumet Junction Seven 1997 som fick en radiohit i låten "Spy In The House Of Love". Han gjorde därefter ett längre uppehåll innan han gjorde comeback med About Time (2003) som följdes upp med Nine Lives (2008).
2004 samplade Eric Prydz Winwoods låt "Valerie", vilket resulterade i megahiten "Call On Me".

## Diskografi
| År   | Titel                                              | USA-listan | Englandslistan | RIAA Certifiering | BPI Certifiering |
| ---- | -------------------------------------------------- | ---------- | -------------- | ----------------- | ---------------- |
| 1977 | Steve Winwood                                      | 22         | 12             | —                 | —                |
| 1980 | Arc of a Diver                                     | 3          | 13             | Platina           | Silver           |
| 1982 | Talking Back to the Night                          | 28         | 6              | —                 | —                |
| 1986 | Back in the High Life                              | 7          | 8              | 3 x Multi-Platina | Guld             |
| 1988 | Roll with It                                       | 1          | 4              | 2 x Multi-Platina | Guld             |
| 1990 | Refugees of the Heart                              | 27         | 26             | Guld              | —                |
| 1997 | Junction Seven                                     | 123        | —              | —                 | —                |
| 2003 | About Time                                         | 126        | —              | —                 | —                |
| 2008 | Nine Lives                                         | 12         | 31             | —                 | —                |
| 2009 | Live From Madison Square Garden (med Eric Clapton) | —          | —              | —                 | —                |